# 南非透吻後肛魚
南非透吻後肛魚，為輻鰭魚綱水珍魚目後肛魚科的其中一種，為深海魚類，分布於東大西洋馬得拉群島與南非開普敦外海、西大西洋、西太平洋小笠原群島、澳洲與紐西蘭海域，棲息深度247-549公尺，本魚頭部半透明，身體扁長體長可達16公分，棲息在大洋中層水域，生活習性不明。